# Rybnik (Lubowidz)
Rybnik (kaszb. Rëbnik) – część wsi Lubowidz w Polsce, położona w województwie pomorskim, w powiecie lęborskim, w gminie Nowa Wieś Lęborska. Wchodzi w skład sołectwa Lubowidz.
W latach 1975–1998 Rybnik administracyjnie należał do województwa słupskiego.